# Гайса, Бауыржан Сейткалиевич
Бауыржа́н Сейткалиевич Гайса (каз. Бауыржан Сейтқалиұлы Ғайса; род. 8 августа 1972, Куйбышевский район, Кокчетавская область, КазССР, СССР) — казахстанский государственный деятель, экс-аким города Кокшетау.

## Биография
Родился в 1972 году в Куйбышевском районе Кокчетавской области Казахской ССР.

## Образование
В 1996 году окончил Челябинский государственный агроинженерный университет по квалификации «инженер-механик», в 2006 году — Кокшетауский государственный университет по квалификации «бакалавр учета и аудита», в 2014 году — Высшую школу государственной экономики в Кутне (Польша) по специальности «безопасность государства в Европейском союзе».
Владеет русским и казахским языками.

## Трудовая деятельность
Трудовой путь начал в 1989 году с профессии рабочего.
С апреля 1992 года по декабрь 1994 года работал товароведом малого предприятия «Кумис» п. Затобольск Кустанайской области.
С 1994 по 2011 год являлся руководителем ряда частных предприятий.
В апреле 2013 года был назначен первым заместителем председателя Кокшетауского городского филиала НДП «Нур-Отан».
C марта 2014 года по март 2016 года — заместитель председателя Акмолинского областного филиала партии «Нур-Отан».
С марта 2016 года по июнь 2018 года являлся секретарем Кокшетауского городского маслихата.
С июня 2018 года по апрель 2019 года — аким Коргалжинского района Акмолинской области.
С апреля по октябрь 2019 года являлся заместителем руководителя аппарата акима Акмолинской области.
С октября 2019 по март 2021 года занимал должность акима Зерендинского района Акмолинской области.
С марта 2021 по август 2024 года — аким города Кокшетау.